# Wiesław Łach
 Wiesław Bolesław Łach  (ur. 19 sierpnia 1958 w Mrągowie) – podpułkownik Wojska Polskiego, profesor Uniwersytetu Warmińsko Mazurskiego w Olsztynie (dr hab.).

## Życiorys
Maturę zdał w Liceum Ogólnokształcącym im. Bohaterów Westerplatte w Mrągowie. W 1977 roku rozpoczął naukę w Wyższej Szkole Oficerskiej Wojsk Inżynieryjnych im. gen. Jakuba Jasińskiego. W 1986 roku ukończył studia magisterskie w Wyższej Szkole Pedagogicznej w Olsztynie - kierunek historia. W 1990 roku rozpoczął studia doktoranckie w Akademii Obrony Narodowej w Warszawie. W 1992 roku ukończył w Wyższej Szkole Pedagogicznej w Olsztynie Podyplomowe Studium w zakresie historii. W 1994 roku w Wojskowym Instytucie Historycznym uzyskał stopień naukowy doktora nauk humanistycznych w zakresie historii, specjalność: historia wojskowa.
W 1997 roku rozpoczął pracę w Instytucie Historii Wyższej Szkoły Pedagogicznej w Olsztynie na stanowisku adiunkta. W 2000 roku odbył staż naukowy w Instytucie Humanistyki w Akademii Obrony Narodowej. W latach 2004–2006 pełnił służbę w Departamencie Wychowania i Promocji Ministerstwa Obrony Narodowej. W 2006 roku odszedł z wojska i zajął się wyłącznie działalnością dydaktyczną i naukową.
W 2010 roku pomyślnie zdał kolokwium habilitacyjne na Wydziale Humanistycznym Uniwersytetu Warmińsko-Mazurskiego w Olsztynie i uzyskał stopień doktora habilitowanego nauk humanistycznych w dyscyplinie historia, specjalność historia Polski i powszechna XX wieku oraz historia wojskowości.
Od 2011 roku pracuje na stanowisku profesora w Instytucie Historii i Stosunków Międzynarodowych Uniwersytetu Warmińsko-Mazurskiego w Olsztynie. Jest kierownikiem Pracowni Dziejów Wojskowości oraz opiekunem Naukowego Koła Historyków Wojskowości. Koordynator kierunku wojskoznawstwo.
Członek Akademickiego Klubu Obywatelskiego im. Prezydenta Lecha Kaczyńskiego w Olsztynie
Odznaczony Srebrnym Krzyżem Zasługi (1996).

## Publikacje
- Generał brygady Józef Kustroń 1892-1939 (współautor)[4]
- 1 Mazurska Brygada Artylerii im. Generała Józefa Bema. Tradycje i współczesność (współautor)[5]
- „Bunt Żeligowskiego”. Kulisy połączenia Wileńszczyzny do Polski 1920-1922. 2014. Brak numerów stron w książce